# Vioolsonate nr. 9 (Beethoven)

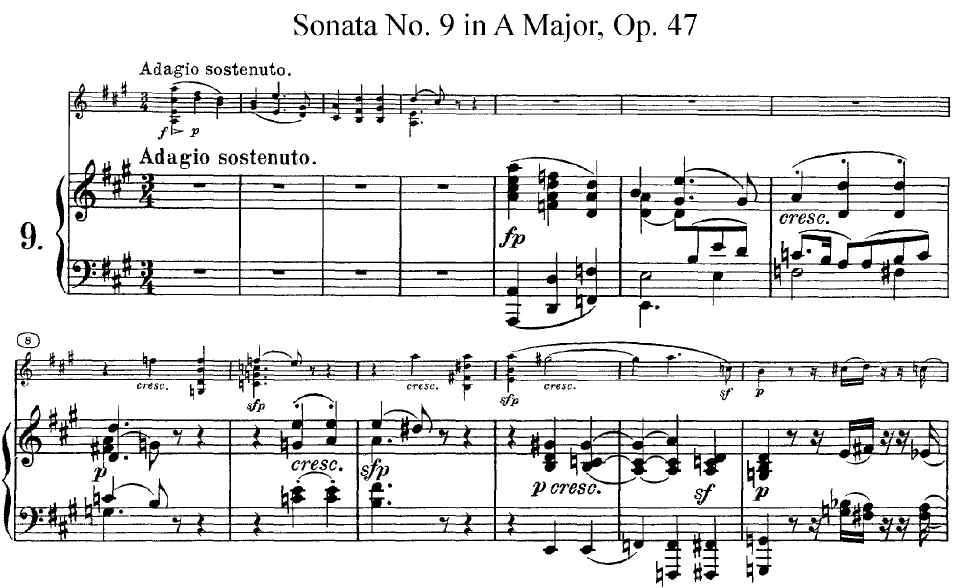
Openingsmaten van de Kreutzer Sonate van Beethoven

De Vioolsonate nr. 9 op. 47 (ook de Kreutzer Sonate genoemd) is geschreven in 1803 door Ludwig van Beethoven en is opgedragen aan de violist Rudolphe Kreutzer. De sonate staat in A-groot en heeft vier delen, die nauw op elkaar aansluiten. De sonate volgt daarmee het klassieke sonatemodel van een afwisseling van een langzaam, snel, langzaam en snel deel.

## Piano en viool
Zoals veel vioolsonates uit de klassieke en vroeg-romantische tijd is deze sonate eigenlijk nog een sonate voor 'piano en viool', en geen sonate voor 'viool en piano'. De pianopartij is zeer prominent en de viool veelvuldig slechts begeleidend geschreven. Beethoven spreekt dan ook van een Sonate No. 9 für Klavier und Violine A-Dur, op. 47. Desondanks wordt vanuit het violistisch repertoire dit type sonates gerekend tot de 'vioolsonates'.

## Ontstaan
De violist Rodolphe Kreutzer bezocht in 1798 Wenen en maakte aldaar kennis met Beethoven met wie hij weldra goede vrienden werd. Beethoven schreef in een brief aan zijn uitgever Simrock: "Dieser Kreutzer ist ein guter, lieber Mensch, der mir bei seinem hiesigen Aufenthalte sehr viel Vergnügen gemacht, seine Anspruchslosigkeit und Natürlichkeit ist mir lieber als alles Extérieur und Intérieur der meisten Virtuosen". Beethoven maakte hem beroemd, omdat hij de Sonate No. 9 für Klavier und Violine A-Dur, op. 47 uit 1803 als hulde aan zijn vriend de Kreutzer Sonate noemde.
De sonate was oorspronkelijk opgedragen aan de violist George Augustus Polgreen, die ook wel Bridgetower genoemd werd en leefde van 1779 tot 1860. Deze virtuoos was half-Pools en half-West-Indisch. Polgreen bestempelde het werk als bijna onspeelbaar. Wel speelde Polgreen nog samen met Beethoven de première van het stuk. Echter na deze uitvoering, toen de twee wat aan het drinken waren, beledigde Polgreen een vrouw die bleek een vriendin van Beethoven te zijn, waarop Beethoven woedend de oorspronkelijke opdracht aan Polgreen verwijderde en een nieuwe opdracht aan Kreutzer boven het stuk schreef. Voorts dient vermeld te worden dat Kreutzer de sonate nimmer speelde. Kreutzer overigens bezat een in 1727 gebouwde, originele Stradivarius-viool, die in 1998 op een veiling in Londen werd aangeboden.

## De delen

### Adagio sostenuto
De sonate opent met een langzaam Adagio, in driekwartsmaat, gekenmerkt door een viool solo met louter dubbelgrepen. De piano neemt vervolgens het thema van de viool over, en een korte dialoog ontspint zich tussen viool en piano. Deze inleiding wordt zonder onderbreking maar na een korte spannende fermate gevolgd door een Presto.

### Presto
Dit is een snel deel in vierkwartsmaat, waarin de viool het hoofdthema presenteert, begeleid door korte akkoorden van de piano. Het thema eindigt met een fermate die suggereert dat het adagio terugkeert, maar subiet neemt de piano het snelle vioolthema over en vervolgen beiden gezamenlijk dit snelle deel. Het tweede thema doet koraalachtig aan, en staat in E-groot, ook dit thema lijkt weer het adagio uit het begin op te roepen, maar weer wendt de muziek zich af. Er volgt een doorwerking met vele achtste bewegingen, en nadat het spelletje zich in de reprise herhaald heeft sluit dit deel resoluut af.

### Andante con variazioni
- Thema: De piano introduceert een fraai cantabile thema in F-groot, in tweekwartsmaat, en nodigt daarna de viool de piano uit om zijn melodie mee te spelen.
- Variatie 1: De piano heeft de hoofdrol, en maakt een omspeling van het hoofdthema met veel trillers en zestiende triooltjes, en de viool lacht en becommentarieert de piano met korte motiefjes van slechts 4, en 3 vaak dezelfde tonen.
- Variatie 2: Nu mag de viool laten zien dat-ie spelen kan, en start met leggieramente 32e noten een omspeling van het hoofdthema, daarbij voortbordurend op de motiefjes van repeterende tonen uit de eerste variatie. De piano begeleidt met een polka-achtige maar gracieuze hoempa-beweging.
- Variatie 3 (Minore): Nu wordt het serieuzer. Er wordt overgestapt naar een droef f-mineur, en de beweging is trager, voornamelijk in zestienden.
- Variatie 4 (Maggiore): De piano neemt wederom het initiatief en schakelt terug naar majeur, en omspeelt het thema met trillers in een cantabile stijl. De begeleiding krijgt een soort Albertijnse basjes. Alras neemt de viool het weer over, en spint voort op het idee dat de piano had aangedragen. Deze variatie stopt even bij een kort molto adagio, waarin het Lebe wohl-motief klinkt, en vervolgt met een Coda richting Finale.

### Finale, presto
Een levendige dans, in rondovorm, en fugatisch gestart, in zesachtste maat en weer in de hoofdtoonsoort A-groot. Het doet denken aan een tarantella, of een gigue, met lichte inzetten, en een speels dansant karakter. De viool en piano wedijveren om de eer van de mooiste staccati, en spelen voortdurend om elkaar heen en op elkaar in. De finale wordt even onderbroken door een stukje in tweekwartsmaat maar vervolgt al snel weer op de hoofdgedachte. Ook wordt er nog een poging gedaan het adagio terug te vinden, maar ook dat lukt niet meer, en de sonate komt ten einde met een nobele A-groot afsluiting in duidelijke akkoorden.
Opus 47 — 1ⓘ

Opus 47— 2ⓘ

Opus 47— 3ⓘ

## De Kreutzersonate als inspiratiebron
In de novelle De Kreutzersonate, een verhaal over obsessieve jaloezie dat Leo Tolstoj schreef in 1887-1889, wordt de Kreutzersonate gespeeld door het vrouwelijke personage en haar veronderstelde minnaar. Het strijkkwartet dat Leoš Janáček in 1923 componeerde onder de titel Kreutzersonate is geïnspireerd op dit verhaal, al bevat het ook enkele verwijzingen naar Beethovens sonate. Margriet de Moor publiceerde op haar beurt in 2001 een roman, ook alweer genaamd Kreutzersonate, waarin een man verliefd wordt op een vrouw als hij de eerste viool hoort spelen in het kwartet van Janáček; in deze novelle wordt ook indirect verwezen naar de novelle van Tolstoj.